# No olvidarás mi nombre
No olvidarás mi nombre je kolumbijská telenovela produkovaná a vysílaná stanicí RCN Televisión v roce 2017. V hlavních rolích hráli Iván López, Susana Rojas a Ana María Orozco.

## Obsazení
- Iván López jako Sergio Aparicio
- Susana Rojas jako Lucía Martínez
- Ana María Orozco jako Mónica Zapata